# Кызылординский университет имени Коркыт ата
Кызылординский университет им. Коркыт ата (каз. Қорқыт ата атындағы Қызылорда мемлекеттік университеті) — высшее учебное заведение в городе Кызылорда, Казахстан.

## История
В 1937 году на базе Дальневосточного Корейского института, переведённого в Кызылорду, открылся педагогический институт. С 1937 по 1941 год при нём функционировал учительский институт.
В 1941—1945 годах на базе Кызылординского педагогического института функционировали эвакуированные Киевский и Харьковский университеты. В 1952 году Кызылординскому педагогическому институту присвоено имя Н. В. Гоголя.
13 июля 1976 года в Кызылорде был открыт филиал Джамбулского гидромелиоративно-строительного института, переименованный 15 ноября 1990 года в Кызылординский институт инженеров агропромышленного производства, а 7 мая 1996 года — в Кызылординский политехнический институт им. И. Жахаева.
В 1992 году Кызылординский педагогический институт им. Н. В. Гоголя переименован в Кызылординский педагогический институт им. Коркыт Ата. В 1993 году при институте открылся казахско-турецкий лицей, в 1994 году — школа-гимназия «Қабілет».
7 мая 1996 года Кызылординский педагогический институт им. Коркыт Ата был реорганизован в Кызылординский гуманитарный университет им. Коркыт Ата. 24 марта 1998 года постановлением Правительства Республики Казахстан № 256 Кызылординский гуманитарный университет имени Коркыт Ата и Кызылординский политехнический институт им. Ибрая Жахаева путём были объединены и реорганизованы в Кызылординский государственный университет им. Коркыт Ата. 1 июля 2020 года произведена реорганизация в некоммерческое акционерное общество «Кызылординский университет им. Коркыт ата».

## Деятельность
В университете насчитывается 5 институтов, 25 кафедр, по более 80 образовательным программам готовят бакалавров, магистров и докторов.
Факультеты:
- Факультет естествознания и аграрных технологий
- Политехнический факультет
- Факультет истории, права и экономики
- Заочный факультет по инженерно-экономическим специальностям
- Факультет непрерывного образования и дистанционного обучения[4]

Институты:
- Гуманитарно-педагогический институт
- Институт педагогики и традиционного искусства
- Институт естествознания
- Инженерно-технологический институт
- Институт экономики и права[4]

На базе университета функционирует Научно-исследовательский институт «Коркытоведения и история края», Научно-исследовательский центр «Археология и этнография», Научно-исследовательский центр «Мустафа Шокаеведение», Научный центр «Агробиологические и прикладные исследования», экспозиционный зал «Археология и этнография», Этнографический музей, Центр реализации инновационных проектов «Business Start». В пресс-центре университета осуществляется проект «Біздің Прайд» и издаётся газета «Сыр түлегі».

#### Преподавательский состав
В университете работают 582 преподавателя, многие из которых обладают высокими академическими степенями и квалификацией:
- Доктор PhD — 53 человека
- Доктор наук — 21 человек
- Доктор по профилю — 5 человек
- Кандидат наук — 191 человек[5]

Согласно Национальному рейтингу лучших многопрофильных вузов Казахстана за 2019 год, университет занял 9-е место, набрав 38.65 балла из 100 возможных.